# Симанки (упразднённая деревня)
Симанки — упразднённая в 1978 году деревня на территории Завьяловского района Удмуртской Республики Российской Федерации. Входила на год упразднения в состав Бабинского сельского Совета.

## География
Находился примерно в 30 км к юго-востоку от центра Ижевска и в 20 км к югу от Завьялово.

### Географическое положение
В радиусе пяти километров находились населённые пункты
- д. Девятово (↑ 1.1 км)
- д. Никольское (↘ 1.3 км)
- поч. Афонино (↘ 2.5 км)
- поч. Камышево (↗ 2.9 км)
- д. Байкузино (← 3.8 км)
- д. Коньки (↘ 4 км)
- д. Жеребёнки (↖ 4.2 км)
- пос. Дорожный участок 22 км тракта Ижевск-Сарапул (↖ ≈4.5 км)
- д. Кетул (↑ 4.7 км)
- д. Малый Кетул (↑ ≈4.8 км)
- д. Ожмос-Пурга (→ 4.8 км)
- с. Бабино (→ 5 км)

## История
Материалы по статистике Вятской губернии конца XIX века, опирающиеся на Подворную опись 1884—1893 гг., так описывали селение:
Починокъ Кустошуръ (Симанки) находится при ручьѣ Кустошурѣ, въ 40 верстахъ отъ уѣзднаго города, въ 7 верстахъ отъ волостнаго правленія и въ 4-хъ верстахъ отъ ближайшаго училища и приходской церкви. Населеніе состоитъ изъ вотяковъ, б. государственныхъ крестьянъ, православнаго вѣроисповѣданія, переселившихся болѣе ста лѣтъ тому назадъ изъ деревни Малой Бодьи Пургинской волости. Земля дѣлится по числу наличныхъ душъ мужскаго пола. Въ селеніи насчитывается до 5 штукъ вѣялокъ. 
Указом Президиума Верховного Совета УАССР от 20.04.1978 д. Симанки исключены с учёта.

## Население
Количество хозяйств и численность населения
| Период     | Количество хозяйств | Численность населения |
| ---------- | ------------------- | --------------------- |
| 01.01.1969 | 25                  | 91                    |
| 01.01.1970 | 21                  | 64                    |
| 01.01.1971 | 15                  | 43                    |
| 01.01.1972 | 13                  | 40                    |
| 01.01.1973 | 11                  | 33                    |
| 01.10.1973 | 11                  | Не указано            |

## Известные уроженцы
Вале́рий Никола́евич Бату́ев — удмуртский поэт, русский писатель, журналист.

## Инфраструктура
Было личное подсобное хозяйство.

## Транспорт
Симанки были доступны по просёлочной дороге.